# 三嶋飯粒
三嶋 飯粒（みしま の いいぼ、生没年不詳）は、日本古代の6世紀前半の豪族。姓は県主。

## 出自
三島県主（宿禰）氏は、『新撰姓氏録』「右京神別」によると、天神で、「神魂命十六世孫建日穂命之後也」とある。

## 経歴
安閑天皇元年（推定534年）閏12月、天皇は大伴金村をお供にして摂津国三嶋へ行幸し、県主の飯粒（いいぼ）に良田を問われた。飯粒は天皇からの諮問を受けたことを名誉と感じたのか、この上なくよろこんで、誠心を尽くして応答した。そして、上御野（かみのみの）・下御野（しもみの）（摂津国西成郡三野郷、現在の大阪府大阪市西淀川区姫島町・御幣島町一帯）と、上桑原（かみのくわはら）・下桑原（しものくわはら）（現在の茨木市桑原）に及ぶ竹村（たかふ）の土地40町をすすんで天皇に献上した。これにより、天皇は大伴金村を通じて詔を発し、先に勅旨を軽んじて、嘘をついて良田の献上を惜しんだ大河内味張を郡司（国造）とすることを禁じている。
県主飯粒は詔を賜ったため、喜び恐懼して、息子の鳥樹を大伴金村の少年従者に献上した、という。
三嶋氏は、神護景雲3年（769年）2月に三嶋県主広調（ひろつき）らが、同4年7月に宗麻呂が宿禰姓を賜与されている。